# دهستان ساره
دهستان ساره (به لاتین: Saare Parish) یک دهستان در استونی است که در شهرستان یوگوا واقع شده‌است.

## خصوصیات
دهستان ساره ۲۲۴٫۷ کیلومترمربع مساحت و ۱٬۳۹۱ نفر جمعیت دارد.